# Вероника маргаритковая
Веро́ника маргари́тковая (лат. Veronica bellidioides) — многолетнее травянистое растение, вид рода Вероника (Veronica) семейства Подорожниковые (Plantaginaceae).

## Распространение и экология
Западная Европа: Франция (Пиренеи, Альпы), Германия (Альпы), Швейцария, Италия, Югославия, Австрия, Чехословакия (Татры), Румыния (Карпаты), Испания (Пиренеи); территория бывшего СССР: Карпаты.
Произрастает в горах, на высоте до 3000 м, на травянистых склонах и на альпийских лугах.

## Ботаническое описание
Стебли высотой 5—25 см, не ветвистые, у основания распростертые, укореняющиеся и приподнимающиеся, скудно опушенные в нижней части, вверху железистые.
Все листья густо опушённые. Нижние листья обратнояйцевидные, лопатчатые, длиной 1,5—3,5 см, скучены, на коротких черешках или почти сидячие, с клиновидным основанием, на верхушке тупые, по краю слабо зазубренные или почти цельнокрайные; стеблевые — супротивные, более мелкие, продолговатые до продолговато-лопатчатых, в числе одной или двух пар.
Цветки в числе 5—10, скучены в головчатые, зонтиковидно-кистевидные, конечные соцветия; цветоножки прямые, равны или несколько длиннее чашечки и короче прицветников. Чашечка с четырьмя, иногда с пятью железистыми, неравными продолговатыми или продолговато-ланцетными, туповатыми, опушенными долями, равными половине зрелой коробочки; венчик синий, превышает чашечку, с короткой трубкой.
Коробочка почти вдвое длиннее чашечки, длиной около 8 мм, шириной 5—6 мм, яйцевидная, на верхушке несколько суженная и слегка выемчатая, железистая. Семена многочисленные, шириной около 1 мм, плоские, округлые или эллиптические, гладкие.

## Классификация

### Представители
В рамках вида выделяют несколько разновидностей:
- Veronica bellidioides subsp. bellidioides
- Veronica bellidioides subsp. lilacina (F.Towns.) Nyman — произрастает во Франции (Пиренеи, Альпы) и Испании (Пиренеи).

-  Veronica lilacina F.Towns. basionym

### Таксономия
Вид Вероника маргаритковая входит в род Вероника (Veronica) семейства Подорожниковые (Plantaginaceae) порядка Ясноткоцветные (Lamiales).
|  |                                      |  |                                                             |                                                             |                          |  | ещё 21 семейство (согласно Системе APG II) | ещё 21 семейство (согласно Системе APG II) |                            |  |  |  | ещё от 300 до 500 видов |
|  |                                      |  |                                                             |                                                             |                          |  | ещё 21 семейство (согласно Системе APG II) | ещё 21 семейство (согласно Системе APG II) |                            |  |  |  | ещё от 300 до 500 видов |
|  |                                      |  |                                                             | порядок Ясноткоцветные                                      |                          |  |                                            |                                            | род Вероника               |  |  |  |                         |
|  |                                      |  |                                                             | порядок Ясноткоцветные                                      |                          |  |                                            |                                            | род Вероника               |  |  |  |                         |
|  | отдел Цветковые, или Покрытосеменные |  |                                                             |                                                             | семейство Подорожниковые |  |                                            |                                            | вид Вероника маргаритковая |  |  |  |                         |
|  | отдел Цветковые, или Покрытосеменные |  |                                                             |                                                             | семейство Подорожниковые |  |                                            |                                            |                            |  |  |  |                         |
|  |                                      |  | ещё 44 порядка цветковых растений (согласно Системе APG II) | ещё 44 порядка цветковых растений (согласно Системе APG II) |                          |  |                                            | ещё 90 родов                               | ещё 90 родов               |  |  |  |                         |
|  |                                      |  |                                                             | ещё 44 порядка цветковых растений (согласно Системе APG II) |                          |  |                                            |                                            | ещё 90 родов               |  |  |  |                         |